# لین سیمور
لین سیمور (انگلیسی: Lynn Seymour; ۸ مارس ۱۹۳۹ – ۷ مارس ۲۰۲۳) رقصنده باله، بازیگر تئاتر، رقصنده، و طراح رقص اهل کانادا بود.